# Psywar (сингл)
Psywar — третій сингл Mayhem. Реліз, як тизер до чергового альбому Esoteric Warfare, відбувся 25 квітня 2014 року на лейблі Season of Mist. Містить дві композиції: однойменну «Psywar», та «From Beyond the Event Horizon» — трек записаний в 2012 році з раніш не виданого матеріалу. Назву узято з розмовного скорочення терміна «Психологічна війна».

## Список композицій
Лірика титульного треку Крістіана Флека, автор обкладинки Збігнев Білак.
| #     | Назва                           | Тривалість |
| ----- | ------------------------------- | ---------- |
| 1.    | «Psywar»                        | 3:25       |
| 2.    | «From Beyond the Event Horizon» | 4:32       |
| 07:57 |                                 |            |

## Склад на момент запису
- Аттіла Чіхар — вокал
- Йорн «Necrobutcher» Стубберуд — бас
- Ян Аксель «Hellhammer» Бломберг — ударні
- Мортен «Teloch» Іверсен — гітара